# Le Relecq-Kerhuon

Le Relecq-Kerhuon este o comună în departamentul Finistère, Franța. În 1 ianuarie 2022 avea o populație de 11.837 de locuitori.